# Diaphanodon laevivittatus
Diaphanodon laevivittatus là một loài rêu trong họ Trachypodaceae. Loài này được Zanten & C.C. Towns. mô tả khoa học đầu tiên năm 1999.